# Özdemir Paixà
Özdemir Paixà (? - Debarwa, 1560) fou beglerbegi del Iemen i d'Habesh. Era un mameluc egipci que va entrar al servei dels otomans quan aquests van conquerir el país el 1517. Va ocupar diversos càrrecs menors a l'administració i el 1538 va arribar a prefecte de districte. Aquest mateix any va participar en una expedició naval contra els portuguesos, manada per Suleyman Pasha. A la tornada el cap de l'expedició va instal·lar a Zabid un governador otomà. Özdemir es va quedar allí com a general. El febrer 1547 és esmentat entre els que van ocupar Taizz. Poc després fou assassinat el beglerbegi Uways Pasha, Özdemir que era sandjakbegi, va ocupar el seu lloc interinament, i va decidir ocupar Sanà, la capital zaidita, cosa que va fer el 23 d'agost de 1547. El 1549 fou confirmat com a beglerbegi. El 1552 va ajustar la pau amb el cap zaydita al-Mutahhar, que va reconèixer la sobirania otomana amb certa autonomia, portant així as turcs al seu màxim poder al Iemen. El 1554 (probablement l'abril) va deixar el Iemen i se'n va anar a Suakin i entusiasmat per conquerir per l'islam nous territoris va convèncer el sultà de nomenar-lo sardar (comandant en cap) d'una força egípcia de 3.000 homes per portar a terme els seus objectius. Va intentar avançar pel Nil cap a Abissínia però va fracassar i va retornar a Suakin que fou erigida en capital de la nova província d'Habesh creada oficialment el 5 de juliol de 1555. Des d'allí van començar a assegurar-se les zones costaneres i el port de Masawwa. El 1558 va fer una expedició al Tigre i el 1559 es va establir una fortalesa otomana a Debarwa. Després de la seva mort, el 1560, les forces otomanes no van tardar a retirar-se a la costa. El seu fill Özdemiroğlu Osman Paixà, que el va succeir a Habesh, va arribar a ser gran visir otomà.